# Col de Turini
Der Col de Turini ist ein Pass in den französischen Seealpen im Hinterland der französischen Riviera. Die Passhöhe liegt im Département Alpes-Maritimes auf einer Höhe von 1607 Metern.
Der Pass liegt in der äußeren, besiedelten Zone des Nationalparks Mercantour und stellt den Übergang zwischen den Tälern der Bévéra und der Vésubie dar. Nordöstlich führt eine mit „Origine Circuit de l'Authion“ beschilderte Straße, die sich nach etwa zwei Kilometern zu einer Ringstraße aufteilt. An dieser aussichtsreichen Straße im Massif de l'Authion liegen einige ehemalige Militäranlagen.

## Auffahrten
Der Col de Turini kann über eine Reihe von Auffahrten erreicht werden. Aus südlicher Richtung führt die D2566 in einer Schleife von der südwestlichen Gemeinde L’Escarène ins südöstliche Sospel. Alternativ kann die Südwest-Auffahrt auch über einen Abschnitt der D21 erfolgen, die bei Lucéram abzweigt und später wieder in die D2566 mündet. Weiter kann die Passhöhe auch aus westlicher Richtung von La Bollène-Vésubie erreicht werden.
Die südöstliche Auffahrt von Sospel ist 24,3 Kilometer lang und weist eine durchschnittliche Steigung von 5,2 auf. Nach drei Kilometern mit moderaten Steigungsprozenten folgt ein rund sieben Kilometer langer Abschnitt, auf dem die durchschnittliche Steigung bei rund 5 % liegt. Am Ende dieses ersten steileren Teils befindet sich die Notre Dame de la Menour, ehe ein rund zwei Kilometer langes Flachstück nach Moulinet führt. Nun nehmen die Steigungsprozente deutlich zu und liegen auf den letzten 12 Kilometern bei rund 7 %. Die Auffahrt führt durch dicht bewaldetes Gebiet, wobei sich die Straße durch das enge Tal Richtung Norden schlängelt. In den steileren Passagen und vor allem im letzten Drittel werden zahlreiche Kehren durchfahren.
Die südwestliche Auffahrt hat ihren Ausgangspunkt in L'Escarène. Sie führt ebenfalls über die D2566 auf die Passhöhe und weist auf einer Länge von 26,6 Kilometern eine durchschnittliche Steigung von 4,7 % auf. Nach rund sechs Kilometern wird das Ortsgebiet der Gemeinde Lucéram erreicht, ehe die Strecke über 14 Kehren auf den Col Saint-Roch führt, der auf einer Höhe von 990 Metern liegt. Die Passhöhe wird nach etwas mehr als 12 Kilometern erreicht, wobei die Steigungsprozente großteils bei 6 % liegen. Im Anschluss biegt man rechts ab und folgt weiterhin der D2566, die nun für rund vier Kilometer deutlich steiler ansteigt und Kilometerschnitte jenseits der 10 % Marke aufweist. Auf den letzten 10 Kilometer flacht die Straße beim Baisse de la Cabanette fast vollständig ab und führt auf großteils geraden Straßen auf die Passhöhe des Col de Turini. Der höchste Punkt der D2566 wird dabei bereits wenige Meter vor der eigentlichen Passhöhe erreicht.
Alternativ kann die Südwest-Auffahrt auch über einen kurzen Abschnitt der D21 erfolgen. Dieser verbindet Lucéram mit der Baisse de la Cabanette und weist in jenem Bereich auf einer Länge von 10 Kilometern eine durchschnittliche Steigung von 7,1 % auf. Weitere Auffahrtsmöglichkeiten bieten die D15 und D73, die von Contes bzw. Lantosque aus beim Col Saint-Roch in die D2566 münden.
Die Ost-Auffahrt von La Bollène Vesubie ist 15,1 Kilometer lang und weist eine Durchschnittssteigung von 7,3 % auf. Sie führt über die M70 und beginnt an der Kreuzung mit der M2565. Nach einer kurzen Rampe zu Beginn der Auffahrt führen die ersten dreieinhalb Kilometer bei rund 5 % ins Ortsgebiet von La Bollène Vesubie, das auf einer Höhe von rund 700 Metern liegt. Auf den letzten 11,5 Kilometern liegt die durchschnittliche Steigung bei 7,8 %, wobei die Straße über eine Vielzahl von Kurven entlang von Felswänden auf die Passhöhe führt.

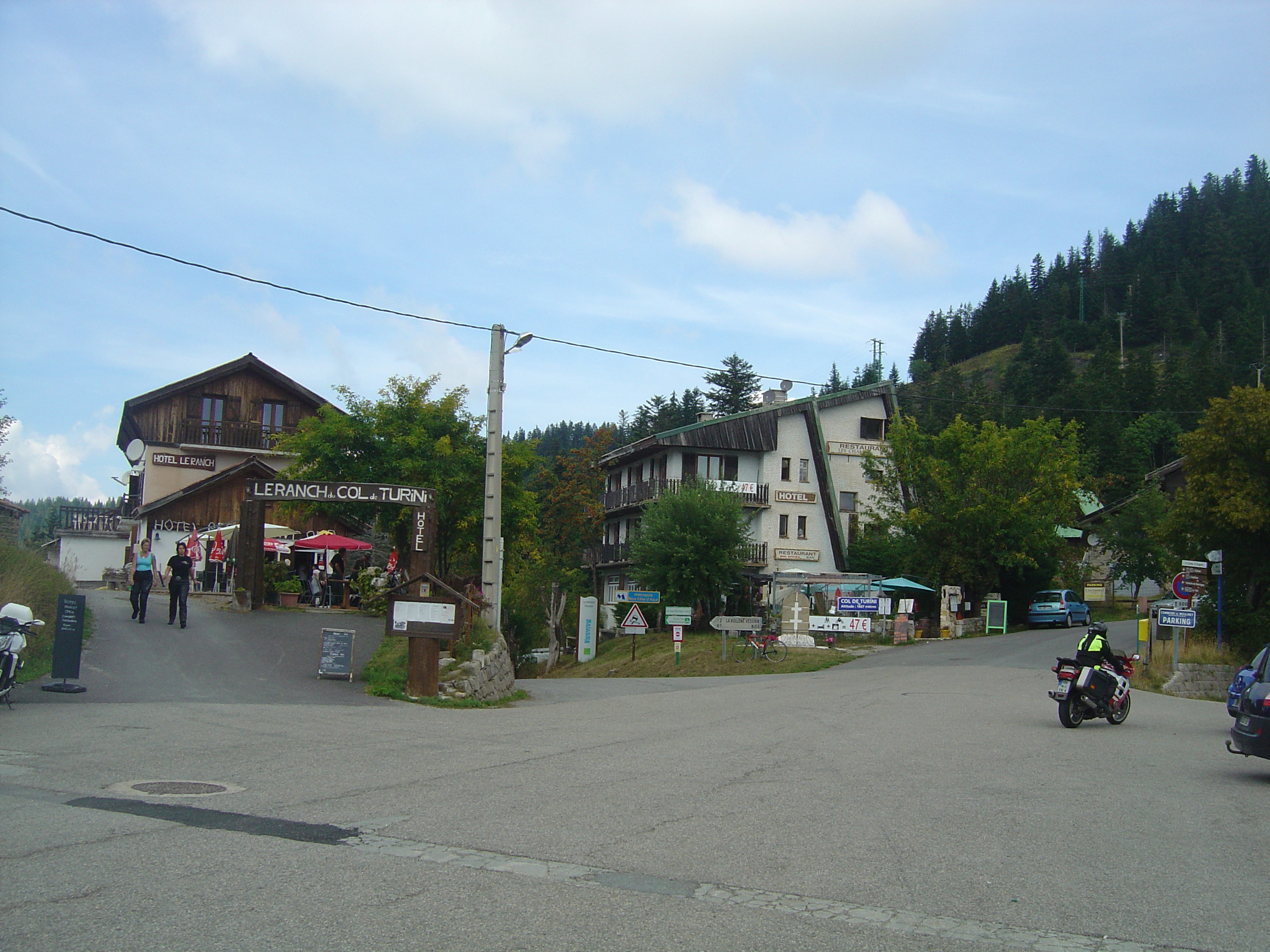
Passhöhe des Col de Turini
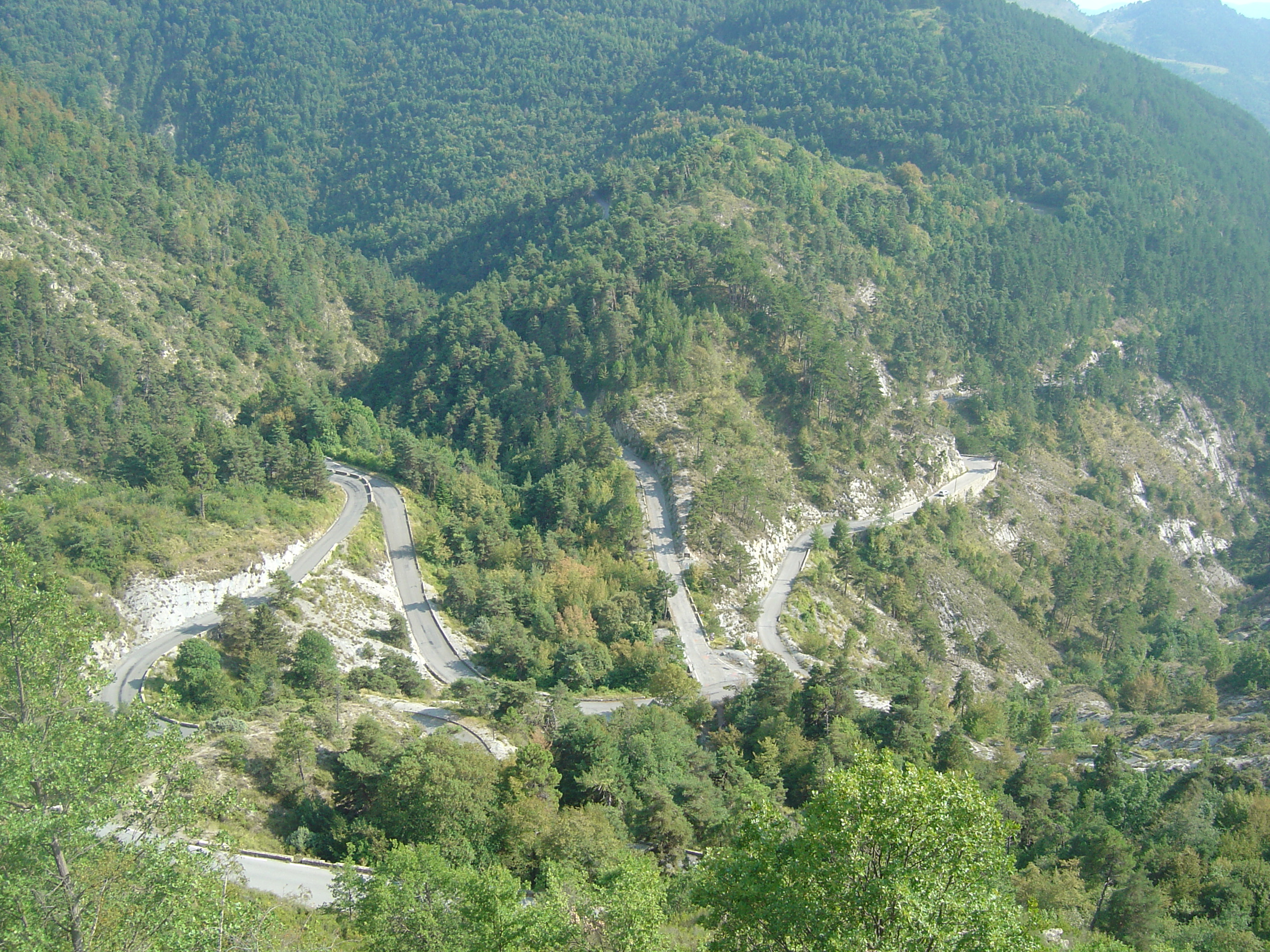
Serpentinen am Süd-West Anstieg

## Sport

### Motorsport

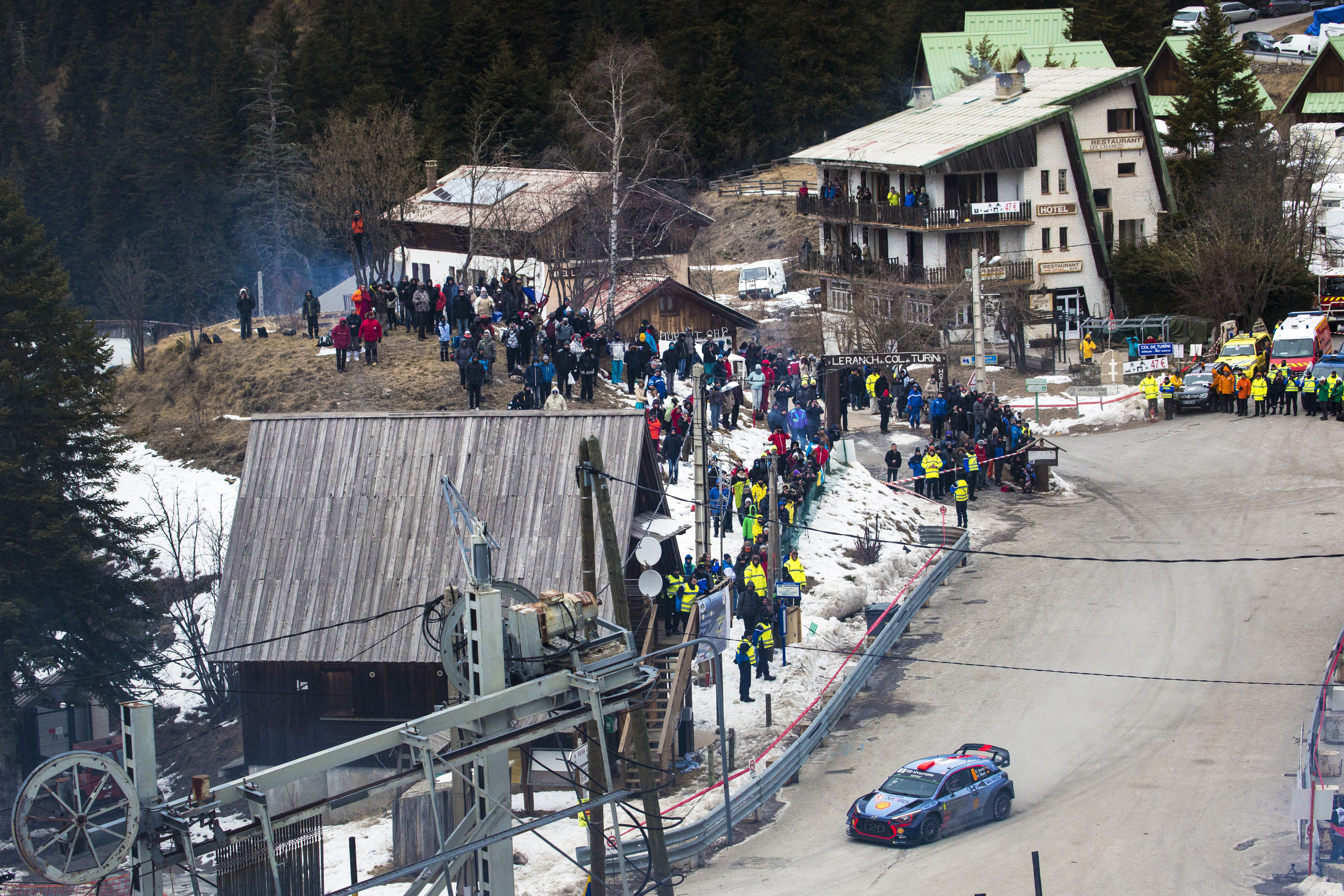
Rallye Monte Carlo auf dem Col de Turini (2017)

Über den Col de Turini führt jährlich eine Etappe der Rallye Monte Carlo, sie wird als Nacht der langen Messer bezeichnet.

### Radsport
Der Col de Turini wurde erstmals im Jahr 1948 von der Tour de France überquert. Damals führte die Strecke auf der 12. Etappe von Sanremo nach Cannes, wobei die Passhöhe vom südlichen Sospel aus erreicht wurde. Die Bergwertung der 1. Kategorie sicherte sich der später Etappensieger Louison Bobet.
Zwei Jahre später stellte der Col de Turini die größte Herausforderung auf einer nur 96 Kilometer langen Etappe dar, die zwischen Menton und Nizza ausgetragen wurde. Nach dem Col de Castillon wurde erneut die Südauffahrt von Sospel genutzt. Bei der dritten Befahrung im Jahr 1973 stand erstmals die Westauffahrt von La Bollène-Vésubie auf dem Programm. Zuvor waren mit dem Col de la Cayolle, Col de Valberg und Col de la Colmiane bereits drei andere Alpenpässe befahren worden. Zwar kam es im Anstieg des Col de Turini zu mehreren Angriffen, die der gesamtführende Luis Ocaña jedoch neutralisieren konnte. Die vierte und vorletzte Überquerung des Col de Turini erfolgte auf der 2. Etappe der Tour de France 2020 neuerlich von der Westauffahrt. Der Anstieg wurde damals rund 100 Kilometer vor dem Ziel absolviert.
Im Jahr 2024 wurde der Col de Turini im Anschluss an den Col de Braus auf der 20. Etappe befahren. Im Anschluss an die Südauffahrt von Sospel führte die Strecke über den Col de la Colmiane auf den Col de la Couillole auf dem sich der Zielstrich befand. Die Bergwertung der 1. Kategorie sicherte sich der Ecuadorianer Richard Carapaz.
| Jahr | Etappe     | Bergwertung  | Fahrer               | Auffahrt |
| ---- | ---------- | ------------ | -------------------- | -------- |
| 1948 | 12. Etappe | 1. Kategorie | Louison Bobet        | Südost   |
| 1950 | 16. Etappe | 1. Kategorie | Jean Robic           | Südost   |
| 1973 | 09. Etappe | 1. Kategorie | Vicente López Carril | West     |
| 2020 | 02. Etappe | 1. Kategorie | Anthony Pérez        | West     |
| 2024 | 20. Etappe | 1. Kategorie | Richard Carapaz      | Südost   |

In der jüngeren Vergangenheit diente die Westauffahrt auf den Col de Turini als Schlussanstieg der Fernfahrt Paris–Nizza. Sowohl in den Jahren 2019 als auch 2022 fand auf der Passhöhe eine Zielankunft statt, die Daniel Felipe Martínez bzw. Primož Roglič gewann.

### Fern- und Weitwanderwege
Der Col de Turini ist ein Etappenort am Fernwanderweg GR 52A, dem Sentier Panoramique du Mercantour, und der Via Alpina.